# Karl Linzen
Karl Linzen (* 14. Juli 1874 in  Weimar, Thüringen; † 16. März 1939 ebenda) war ein deutscher Schriftsteller und Jurist. 

## Leben
Linzen absolvierte die Schulzeit in seiner Heimatstadt. Anschließend absolvierte er an der Humboldt-Universität in Berlin ein Studium der Rechtswissenschaften, das er 1911 erfolgreich mit seiner Dissertation abschloss. Anschließend ging er zurück nach Weimar und ließ sich dort als Rechtsanwalt nieder. Am 9. Juli 1928 heiratete Linzen in Bozen Katharine Elisabeth Helene Keie.
Laut der Evangelisch-Lutherischen Kirchengemeinde zu Weimar war ein Kaufmann namens Anton Linzen der Inhaber der Firma Richard Keie, einer Lederhandlung in Weimar in der Bismarckstraße 22 (jetzt Schubertstraße).
Neben seiner beruflichen Arbeit als Anwalt entstanden mit den Jahren auch viele literarische Werke – größtenteils Erzählungen und Romane – welche trotz kurzfristigen Erfolgs und Lobs der offiziellen Literaturkritik aber langfristig das Publikum nicht beeindrucken konnten. 
Mit nahezu 65 Jahren starb Karl Linzen am 16. März 1939 in Weimar und fand dort auch seine letzte Ruhestätte.

## Werke (Auswahl)
Erzählungen
- Der Treubrecher. Historische Erzählung. Kösel & Pustet, München 1909.
- Um die sechste Stunde. Novellen. Kösel & Pustet, München 1909.
- Die Glaskugel. Erzählungen. Kösel & Pustet, München 1909.

Romane
- Marte Schlichtegroll. Roman. Jos. Köselsche Buchhandlung, München 1915.
- Zug der Gestalten. Roman. Kösel & Pustet, München 1924.
- Die gefrorene Melodie. Roman. Kösel & Pustet, München 1926.

Sachbuch
- Kann ein uneheliches Kind von seinen natürlichen Eltern an Kindesstatt angenommen werden? Dissertation, Universität Leipzig 1911.
- Glühen und Sterben. Geschichte des deutschen Buchhändlers und Patrioten Johann Philipp Palm in Aufzeichnungen und Briefen. 1937.

Übersetzungen
- Paul Bourget: Eine Weihnachtsnacht unter der Schreckensherrschaft. Novelle.